# Малопідвальна вулиця
Малопідва́льна ву́лиця — вулиця у Шевченківському районі міста Києва, місцевість Старий Київ. Пролягає від провулку Тараса Шевченка до Володимирської вулиці.
Прилучається вулиця Паторжинського.

## Історія
Вулиця виникла у 1830-ті роки вздовж старого валу київських укріплень і, на відміну від Великої Підвальної вулиці (тепер — вулиця Ярославів Вал), набула назви Малопідвальна. В Довіднику "Вулиці Києва" 1958 року фігурує, як Мало-Підвальна. На вуличних вказівниках 60-х років: Мала Підвальна.
До здачі в експлуатацію в 1973 році Київської телевежі, на вулиці розташовувався передавальний телецентр, де також була телевізійна вежа, яка мала вигляд трикутної ажурної металевої піраміди з гострими кутами.

## Особистості
У будинку № 5 (не зберігся) мешкав мовознавець та письменник Агатангел Кримський, у будинку № 29 — музикознавець Климент Квітка.
В будинку № 10 в 1919-30-х роках мешкав письменник В. Домонтович (справжнє ім'я Віктор Петров). Також у будинку жили інженер-будівельник Ісак Баренбойм та науковець-фізик Іван Конділенко.

## В літературі
Вулиця фігурує в романі Михайла Булгакова «Біла гвардія» під назвою Мало-Провальна вулиця  (рос. Мало-Провальная улица), яку письменник називає «найфантастичнішою вулицею у світі». Саме нею біг Олексій Турбін, рятуючись і відстрілюючись від українських вояків Симона Петлюри.

## Зображення

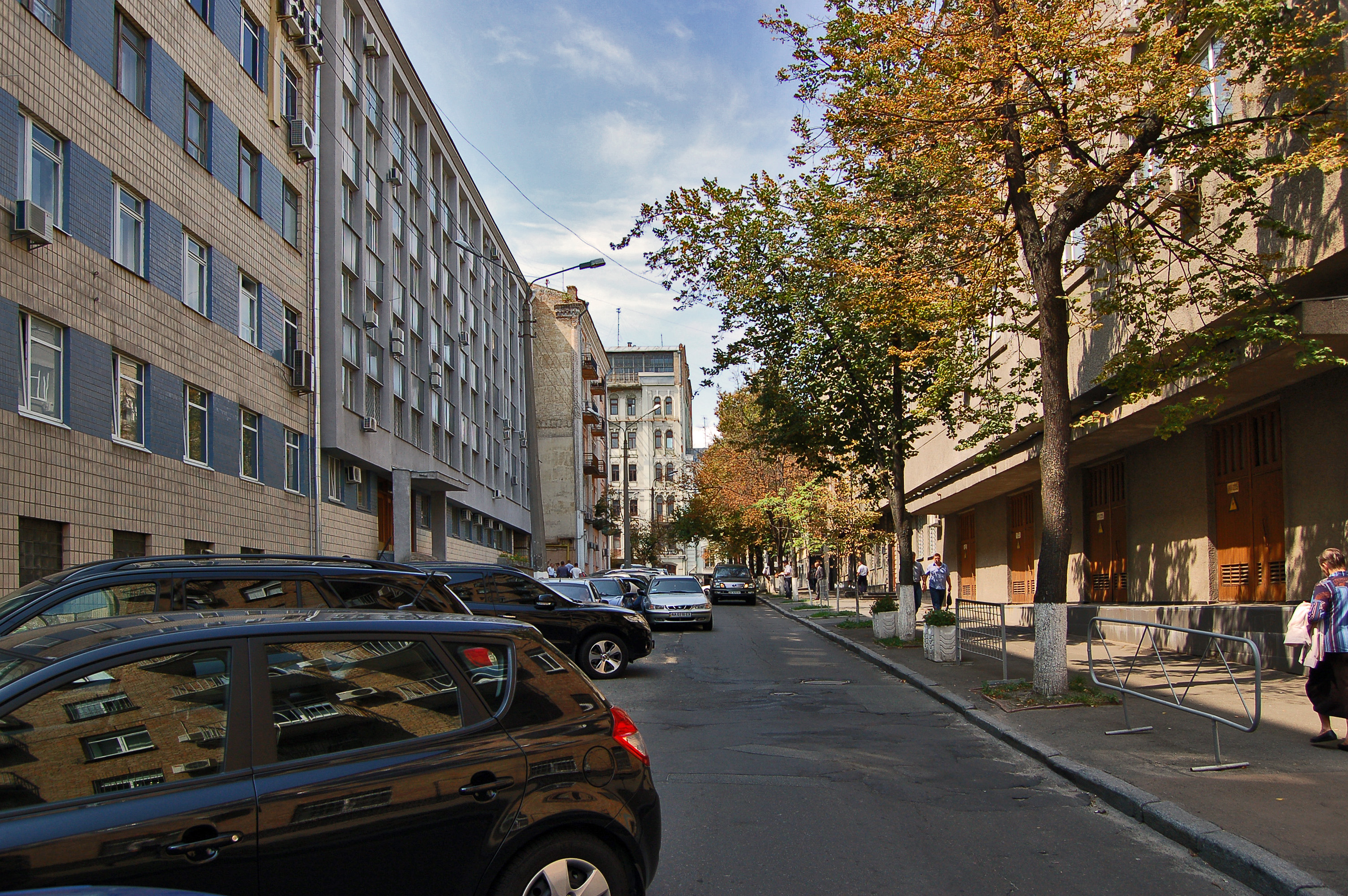
Вид у бік Володимирської вулиці
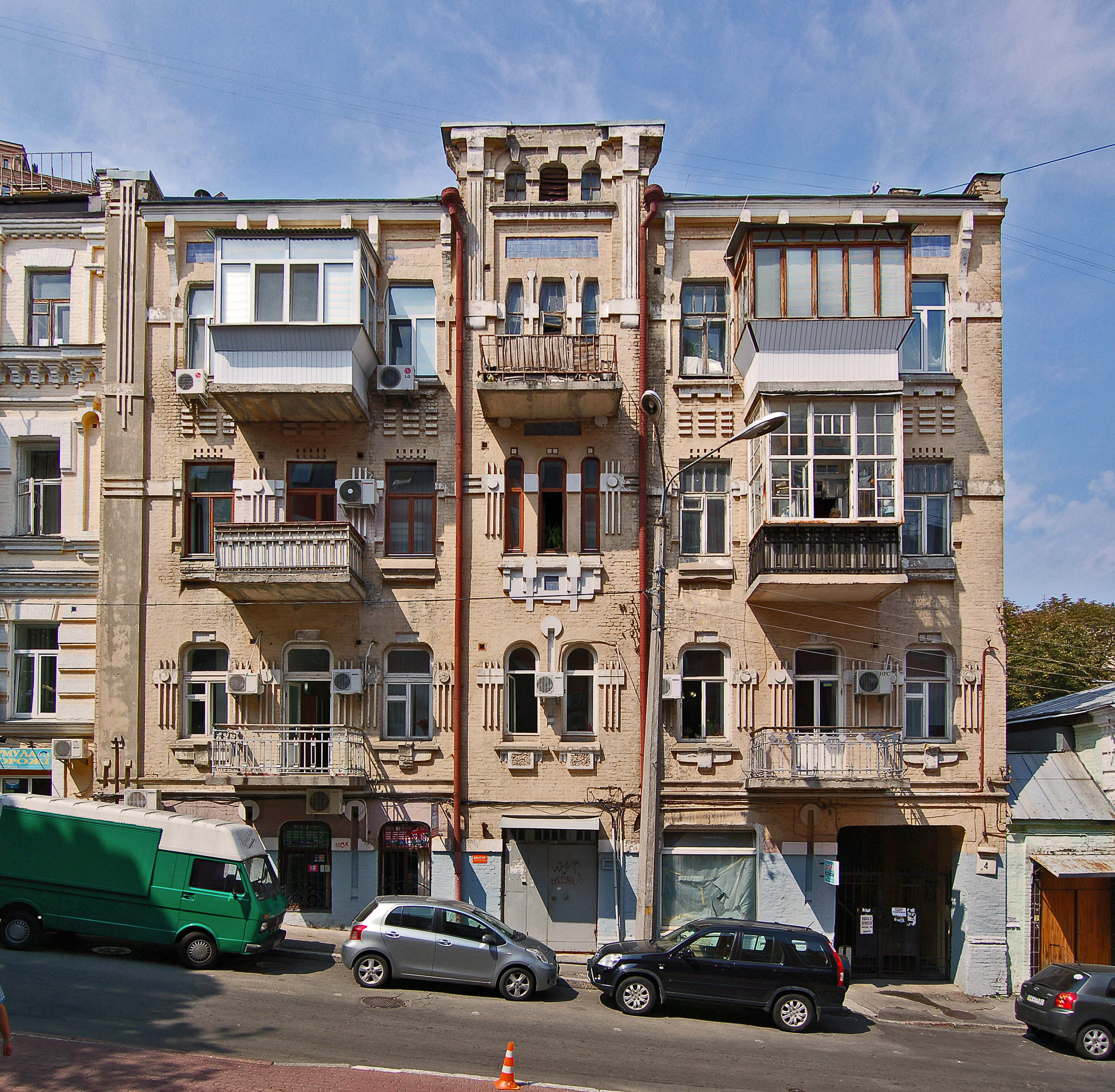
Будинок № 4
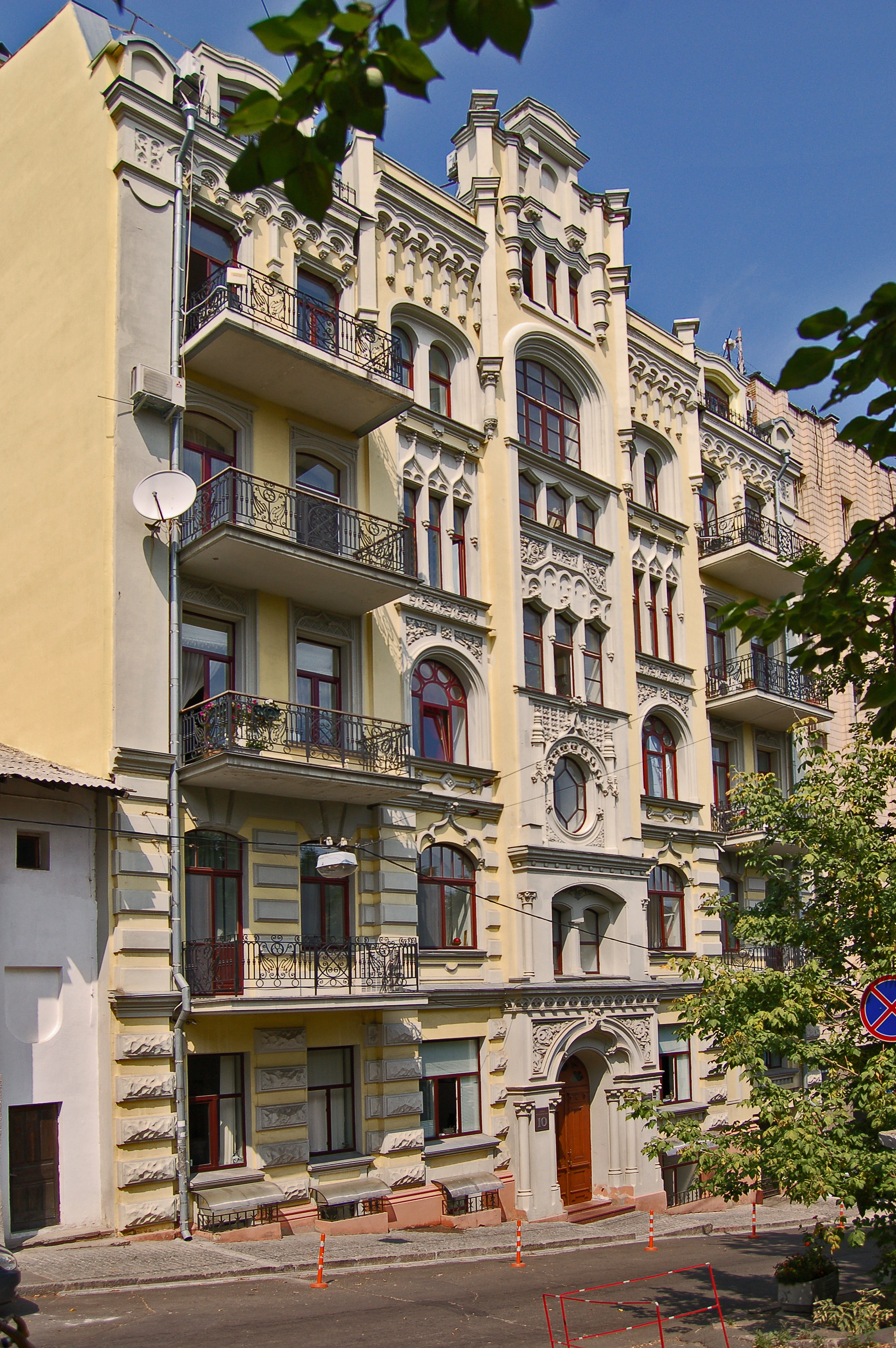
Будинок № 10